# Antennacyrtus insolitus
Antennacyrtus insolitus is een soort van springstaarten uit de familie Tomoceridae. Hij is 3 mm lang en komt voor in Nieuw-Zeeland.